# Mag (Harry Potter)
Mag je vrsta lika iz serije fantazijskih romanov o Harryju Potterju britanske pisateljice J. K. Rowling.
Magi imajo sposobnost spreminjanja v živali. Vsi magi se morajo registrirati pri Ministrstvu za čaranje, sicer jim grozi zaporna kazen v Azkabanu.